# François Ozon
François Ozon (Párizs, 1967. november 15. –) francia író, filmrendező, az egyik legjelentősebb fiatal francia rendező. Filmjeit a szatirikus humor és az emberi szexualitás kötetlen ábrázolása jellemzi.

## Élete
A La Femis francia filmes iskola elvégzése után évekig rövidfilmeket forgatott. Első filmje, a Szappanoperett nagy sikert aratott mind a közönség, mind a kritikusok körében. Második filmje egy Fassbinder-adaptáció volt, címe Vízcseppek a forró kövön.
A nemzetközi sikert 8 nő című alkotása hozta meg, amelynek szereposztásában a legjelentősebb élő francia színésznőket találjuk (Danielle Darrieux, Catherine Deneuve, Fanny Ardant, Isabelle Huppert és Emmanuelle Béart). A film  – egy krimibe ágyazott, zenés betétekkel tarkított melodráma – egy gazdag családfő halála utáni történéseket meséli el.
A 2003-as Uszoda Ozon bevallása szerint személyes film, egy regény vagy forgatókönyv megírásának viszontagságait mutatja be. 2004-ben 5x2, 2005-ben Utolsó napjaim címmel rendezett filmeket. 2007-ben fejezte be első angol nyelvű filmjét Angel címmel.
Homoszexualitását nyíltan vállalja.

## Filmjei

### Játékfilmek
- 1998 – Szappanoperett (Sitcom)
- 1999 – Bűnös szerelmesek (Les Amants criminels)
- 2000 – Vízcseppek a forró kövön (Gouttes d'eau sur pierres brûlantes)
- 2000 – Homok alatt (Sous le sable)
- 2002 – 8 nő (8 femmes)
- 2003 – Uszoda (Swimming Pool)
- 2004 – 5x2
- 2005 – Utolsó napjaim (Le temps qui reste)
- 2007 – Angel
- 2009 – Ricky
- 2009 – Menedék (La refuge)
- 2010 – Született feleség (Potiche)
- 2012 – A házban (Dans la maison)
- 2013 – Fiatal és gyönyörű (Jeune & jolie)
- 2014 – Az új barátnő (Une nouvelle amie)
- 2016 – Frantz
- 2017 – Dupla szerető (L'amant double)
- 2018 – Isten kegyelméből (Grâce à Dieu)
- 2020 – '85 nyara (Été 85)
- 2021 – Minden rendben ment (Tout s'est bien passé)
- 2022 – Peter von Kant

### Rövidfilmek
- 1988 – Photo de Famille
- 1988 – Les doigts dans le ventre
- 1990 – Mes parents un jour d'été
- 1991 – Une goutte de sang
- 1991 – Peau contre peau
- 1991 – Le trou madame
- 1991 – Deux plus un
- 1992 – Thomas reconstitué
- 1993 – Victor
- 1994 – Une rose entre nous
- 1994 – Mondod vagy csinálod? (Action vérité)
- 1995 – Jospin s'éclaire (dokumentum rövidfilm)
- 1995 – Kis halál (La petite mort)
- 1996 – Nyári ruha (Une robe d'été)
- 1996 – L'homme idéal
- 1997 – Les puceaux
- 1997 – Ágyjelenetek (Scènes de lit)
- 1997 – Nézd a tengert! (Regarde la mer)
- 1998 – X2000: The Collected Shorts of Francois Ozon (videó)
- 2006 – Un lever de rideau
- 2007 – Quand la peur dévore l'âme
- 2007 – Un lever de rideau et autres histoires (szkeccsfilm)
- 2007 – Laissez-les grandir ici! (dokumentum rövidfilm, társrendező)
- 2014 – Les 18 du 57, Boulevard de Strasbourg (társrendező)

## Külső hivatkozások
- François Ozon az Internet Movie Database oldalon (angolul)
- François Ozon a PORT.hu-n (magyarul)
- François Ozon hivatalos honlapja Archiválva 2011. február 8-i dátummal a Wayback Machine-ben